# Grabovac (miasto Prokuplje)
Grabovac (cyr. Грабовац) – wieś w Serbii, w okręgu toplickim, w mieście Prokuplje. W 2011 roku liczyła 8 mieszkańców.